# Prvenstvo Hrvatske u boćanju 2010.
Prvenstvo Hrvatske u boćanju 2010. godine.

## Prva liga

### Natjecateljski sustav
Igralo se po liga- i po kup-sustavu. Prvi dio natjecanja se igrao ligaški, po jednostrukom ligaškom sustavu zbog reorganizacije kalendarskog trajanja natjecanja.
Prve četiri momčadi su otišle u doigravanje za prvaka. Igralo se po sustavu da je četvrti iz jedne je igrao s prvim iz druge skupine, treći iz jedne je igrao s drugim iz druge. Igralo se dvije utakmice (jedna kod kuće i jedna u gostima), s time da su prvo- i drugoplasirani iz skupina imali povlasticu igranja uzvratne utakmice na svom boćalištu.

### Sudionici
- Trio - Buzet
- Imotski - Imotski
- Metković - Metković
- Usluga - Pazin
- Istra - Poreč
- Benčić Vargon - Rijeka
- Croatia osiguranje - Šibenik
- Solaris - Šibenik - Zablaće
- Marinići - Viškovo - Marinići
- Zrinjevac - Zagreb

### Konačna ljestvica
```
Por.  Klub           Ut  Pb  N Pz  RP       Bod
 1. 
Istra Poreč
       9   8  0  1  + 68   16 u doigravanje
 2. 
Trio Buzet
        9   7  0  2  +106   14 u doigravanje
 3. 
Zrinjevac
         9   7  0  2  + 86   14 u doigravanje
 4. 
Solaris
           9   5  0  4  + 14   10 u doigravanje
 5. Benčić-Vargon     9   5  0  4  -  6   10 
 6. Metković          9   4  0  5  -  6    8
 7. Marinići          9   4  0  5  - 46    8 za ostanak
 8. Usluga            9   3  0  6  - 42    6 za ostanak
 9. Imotski           9   1  0  8  - 60    2 za ostanak
 10. Croatia osig.    9   1  0  8  -114    2 za ostanak
```

### Doigravanje za prvaka
| klub1                                                               | rez.          | klub2         |
| poluzavršnica                                                       | poluzavršnica | poluzavršnica |
| ------------------------------------------------------------------- | ------------- | ------------- |
| Solaris                                                             | 21:15, 10:16  | Istra Poreč   |
| Zrinjevac                                                           | 10:16, 13:13  | Trio Buzet    |
|                                                                     |               |               |
| za prvaka                                                           |               |               |
| Solaris                                                             | 11:15, 2:24   | Trio Buzet    |
|                                                                     |               |               |
| utakmice završnice za prvaka lige su igrane 10. i 24. travnja 2010. |               |               |

Momčadski hrvatski prvak je Trio Buzet.

### Doigravanje za ostanak
| klub1              | rez.        | klub2    |
| ------------------ | ----------- | -------- |
| Croatia osiguranje | 19:7, 5:21  | Marinići |
| Imotski            | 11:15, 8:18 | Usluga   |

## Druga liga

### Sjever
1. Brajda (Rijeka)
2. Ante Starčević (Zagreb)
3. Marčelji (Viškovo)
4. Podhum KVIG (Dražice)
5. Belišće (Belišće)
6. Dubrava (Zagreb)
7. Lovran (Lovran)
8. Pula (Pula)
9. Istra Aluminij (Roč)
10. Mladost Cestorad Cerić (Vinkovci)

### Jug
1. Komolac (Nova Mokošica)
2. Zlatan Otok (Hvar)
3. Povljana (Povljana)
4. Nada (Split)
5. HVIDRA (Makarska)
6. HE Dubrovnik (Mlini - Dubrovnik)
7. Gorčina (Omiš)
8. HVIDRA Gromača (Mlini - Dubrovnik)
9. Slivno (Blace)
10. Šarić Struga (Rogotin)

## Treća liga

### Istra - Primorje
1. Sloga (Čavle)
2. Seget (Umag)
3. Umag (Umag)
4. Kastav (Kastav)
5. Trstena (Njivice)
6. Funtana (Funtana)
7. Mate Balota (Poreč)
8. Labin (Labin)
9. Benčić Vargon II (Rijeka)
10. Mario Gennari (Rijeka)

### Zagreb - Slavonija
1. FEŠK - Feravino (Feričanci)
2. Paklenica
3. Sveti Luka (Josipovac)
4. Brezik (Našice - Brezik Našički)
5. Prečko (Zagreb)
6. Ivankovo (Ivankovo)
7. Mlada Retfala (Osijek)
8. Lapovci - Dilj (Vinkovci)
9. Višnjevac (Višnjevac)
10. Olimpija

### Srednja Dalmacija
1. Sokol (Dugopolje)
2. Otok (Otok)
3. Muzgovac - Broč (Supetar)
4. Velebit (Benkovac)
5. Berinovac (Krivodol - Berinovac)
6. Naklice (Tugare - Naklice)
7. Bulin (Glavina Donja - Donji Proložac)
8. Piramatovci
9. Brodarica (Zadar)
10. Trilj (Trilj)

### Dubrovnik - Neretva
1. Ploče (Ploče)
2. Rijeka (Mlini)
3. Predolac (Metković)
4. Bistrina (Topolo)
5. Umčani (Umčani - Veliki Prolog)
6. Donji Brgat (Mlini - Donji Brgat)
7. Krvavac (Krvavac)
8. Torcida Osojnik
9. Dubank
10. Strijelac (Dubrovnik)